# 短柄梨果寄生
短柄梨果寄生（学名：Scurrula chingii var. yunnanensis）为桑寄生科梨果寄生属下的一个变种。